# MONSTERS 一百三情飛龍侍極
《MONSTERS 一百三情飛龍侍極》（日语：／），是由日本動畫工作室E&H production製作的網路動畫，改編自日本漫畫家尾田榮一郎的短篇漫畫《MONSTERS》，由集英社於1994年在週刊少年Jump的Autumn Special上刊載。本劇於2024年1月在Netflix全球獨家上線。

## 故事大綱
已經餓了五天的龍馬，向位於餐廳的芙蕾雅和西拉諾討飯吃，後來餐廳老闆和他說了七年前的「大襲擊」事情。後來帝亞魯敲到龍馬的劍鞘，龍馬想和他理論，卻被他誣賴，後來帝亞魯折斷龍角笛呼喚飛龍，引發村莊的騷動，同時西拉諾打算親自解決龍。
在空無一人的小鎮中，芙蕾雅想阻止西拉諾的行動就飛奔而出，龍馬和芙蕾雅發現了事件的真相，其實西拉諾和帝亞魯是為偷鎮上的財寶的大惡人，並主導當年的「大襲擊」事件的幕後黑手。聽完這一切的芙蕾雅要龍馬儘快離開，自己卻回去酒館裡放聲痛哭，聽見哭聲的龍馬回去斬殺了西拉諾等人，同時砍殺了隨後出現的飛龍。最後龍馬離去，芙蕾雅才知道他是「龍馬·基克」，是最有「劍士情操」的劍士。

## 登場角色
- 聲優為有聲漫畫（VOMIC）版[1]／網絡動畫（ONA）版[2][3]。

龍馬（Ryuma）
聲優：細谷佳正（日本）
《MONSTERS》主角，職業為武士。外號「龍馬基克（Ryuma de King，劍豪王）」，有著世界第一的「武士情操」，但本人並不知道這個外號。持有名刀為大業物二十一工「秋水」，為他身經百戰煉成的「黑刀」。
在《MONSTERS》中，龍馬偶然在某座城鎮裡邂逅年輕的女服務生芙蕾雅與後者的救命恩人西拉諾，但和芙蕾雅意外查覺西拉諾與手下帝亞魯的真實面目，他們正是7年前吹響龍角笛呼喚飛龍的幕後黑手，摧毀芙蕾雅的故鄉藉此沽名釣譽的實情後，聽著芙蕾雅悲泣的聲音，龍馬憤而出手一刀斬殺西拉諾和帝亞魯，接續斬落襲擊城鎮的飛龍，事後告別芙蕾雅再度踏上旅程。
在《ONE PIECE》中，於「恐怖三桅帆船篇」以殭屍狀態登場；於「和之國篇」多次被提及，為數百年前的人物，全名為「霜月龍馬」，外號「傳說的武士」、「刀神大人」。
芙蕾雅（Flare）
聲優：坂本真綾〈有聲漫畫〉／花澤香菜〈網絡動畫〉（日本）
職業為女服務生，在「傑拉魯餐廳」工作。是一個善良的女孩，給餓了五天的龍馬吃食物。是7年前「大襲擊」事件，城鎮中的倖存者，當時被西拉諾所拯救，因此她很信任並關心著他。
和龍馬意外得知西拉諾的真面目，一切都是西拉諾在利用她，在發現真相時默默的悲泣著，後來龍馬斬落襲擊城鎮的飛龍後，感到很驚訝，覺得他有這份實力卻從來沒聽過他的名號，並和龍馬約定未來會回報他一頓飯。與龍馬告別後，從雇主那邊知曉他正是「龍馬·基克」本人。
西拉諾（Cyrano）
聲優：大塚芳忠〈有聲漫畫〉／東地宏樹〈網絡動畫〉（日本）
職業為一流劍士，傳聞實力不輸給「劍豪基克」。在7年前「大襲擊」拯救芙蕾雅，實際上他才是毀了整個小鎮「大襲擊」事件幕後黑手，並殺死芙蕾雅的父親。最終被憤怒的龍馬一刀斬殺。
帝亞魯（D・R）
聲優：松岡禎丞〈有聲漫畫〉／真殿光昭〈網絡動畫〉（日本）
職業為三流劍士，持有龍角笛。是7年前「大襲擊」事件幕後黑手之一，與西拉諾為夥伴。最終被憤怒的龍馬一刀斬殺。懸賞金180萬貝里。
雇主（Master）
聲優：寺島拓篤〈有聲漫畫〉／野村聖人〈網絡動畫〉（日本）
「傑拉魯餐廳」老板，芙蕾雅的雇主。在龍馬離開後，察覺到他正是「龍馬·基克」，認為他是最有「劍士情操」的劍士。
龍（dragon）
聲優：大塚芳忠〈有聲漫畫〉／中井和哉〈網絡動畫〉（日本）
被龍角笛所呼喚而來的飛龍，於7年前襲擊城鎮，再次被呼喚來時，最終被被龍馬一刀斬殺。
羅羅諾亞·索隆（Roronoa Zoro）
聲優：中井和哉（日本）
《ONE PIECE》要角，僅於動畫版中登場，為和之國霜月家族的後裔，於「恐怖三桅帆船篇」繼承龍馬的配刀「秋水」。

## 短篇漫畫
《MONSTERS》是日本漫畫家尾田榮一郎創作的漫畫，由集英社於1994年在週刊少年Jump的Autumn Special上刊載（發售日期為10月30日），該篇漫畫收錄於《尾田榮一郎短篇集WANTED!》，於1998年11月4日發行。
而本作主角龍馬後來在尾田創作的《ONE PIECE》系列中於「恐怖三桅帆船篇」以殭屍身分登場、於「和之國篇」多次被提及。在《ONE PIECE》第47卷SBS中，也表示本作是發生在《ONE PIECE》世界中的事件，從而將兩個故事的事件連結起來，為同一世界觀。

## 有聲漫畫
2021年7月19日，因《ONE PIECE》發行100卷記念，決定將本作有聲漫畫化，於9月6日、7日分為前後篇在JUMP CHANNEL的官方YouTube發布。
配音人員
- 龍馬：細谷佳正[1]
- 芙蕾雅：坂本真綾[1]
- 西拉諾：大塚芳忠[1]
- 帝亞魯：松岡禎丞[1]
- 雇主：寺島拓篤[1]
- 旁白：大塚芳忠[1]
- 龍：大塚芳忠[1]
- 芙蕾雅的父親：常盤昌平
- 店主：森田則昭
- 銅像：金城慶
- 村民：岡井克升、紙本瞬、鈴木將之、陽向雪、藍谷早咲、枝朱摩、北奈月、矢野優美華

製作人員
- 原作：尾田榮一郎《MONSTERS》
- 製作：ShoPro
- 主題曲（主唱：時速36km）

## 網路動畫
2023年7月22日，於「ONE PIECE日」活動中宣布將本作改編為單集動畫，標題命名為《MONSTERS 一百三情飛龍侍極》，由朴性厚執導，E&H production動畫製作。
2023年12月15日，宣布於2024年1月於全球同步上線，將在Netflix和Prime Video等網絡平台上線，並公布主視覺圖及角色視覺圖。
2024年1月15日，宣布詳細上線時間，將於2024年1月22日午夜12時（UTC+9；其它地區UTC+8）於全球同步上線，並公布主要聲優及預告片。
南亞和東南亞地區由羚邦集團代理發行，將於2024年1月21日23時（UTC+8），同步於Ani-One中文官方YouTube等各大網絡平台上架。
配音人員
- 龍馬：細谷佳正[2]
- 芙蕾雅：花澤香菜[2]
- 西拉諾：東地宏樹[2]
- 帝亞魯：真殿光昭[2]
- 雇主：野村聖人[2]
- 旁白：中井和哉[3]
- 龍：中井和哉[3]
- 芙蕾雅的父親：鷲見昂大
- 店主：野川雅史
- 村民：有賀紬、石上靜香、石谷春貴、小野將夢、角田雄二郎、木村憲司、清水優讓、武田太一、田邊幸輔、橋中祐治、樋田炎、丸中康司、宮崎遊、結川麻希、吉永理沙
- 羅羅亞·索隆：中井和哉

製作人員
- 原作：尾田榮一郎《MONSTERS》[5][6]
- 導演・構成：朴性厚[5][6]
- 人物設定：小島崇史[6]
- 美術導演：赤井文尚[6]
- 色彩設計：長澤諒司[6]
- 攝影導演：李周美[6]
- 剪輯：柳圭介[6]
- 音樂：堤博明[6]
- 音樂製作：小林健樹[6]
- 音響導演：藤田亞紀子[6]
- 動畫製作：E&H production[5][6]
- 插曲《Like a Comet》（主唱：ISSEI）

公式專集
- 『MONSTERS 一百三情飛龍侍極』 公式ガイドブック DVD同梱BOX 大業匣（集英社、2024年7月4日発売、ISBN 978-4-08-908463-2）

## 外部連結
- 動畫官方網站（日語）